# Howard Wolowitz
Howard Joel Wolowitz je fiktivní postava z televizního seriálu Teorie velkého třesku. Hraje ho herec Simon Helberg.

## Osobnost
Howard se narodil roku 1981, v Pasadeně. Je Žid a pracuje s Rajeshem jako letecký inženýr na Kalifornském technickém institutu v oddělení aplikované fyziky. Mimo Sheldona a Raje se mezi jeho přátele řadí Leonard a Penny.

Howard má alergii na arašídy a když je sní, napuchne mu obličej a dýchat může jen s obtížemi. V těle má jen 3 % tuku, a proto mu Koothrappali někdy přezdívá "lidské kuřecí křidélko".
Howard je obřezán a v seriálu to mnohokrát zmiňuje.

V přítomnosti žen je Howardovo ucho často zásobováno poznámkami jeho nejlepšího přítele Rajeshe, které pak Wolowitz tlumočí okolí.
Své panictví ztratil se sestřenicí Jeanie na pohřbu strýce, když se jejich pohledy setkaly nad mísou zavináče, od té doby Howard bývá vždy vzrušený, když jsou v blízkosti zavináče.[zdroj?]

## Práce
Na rozdíl od Rajeshe, Sheldona a Leonarda nemá titul Ph.D., ale magisterský titul z Massachusettského technologického institutu. Zejména Sheldon si jej mnohokrát dobírá, že jako jediný z party (kromě Penny) nemá doktorát. V seriálu bývá často vyobrazen, že dělá na své významné vědecké práci spolupráce s NASA na vypuštění satelitu snímkujícího povrch Jupiterových měsíců.

## Vztahy

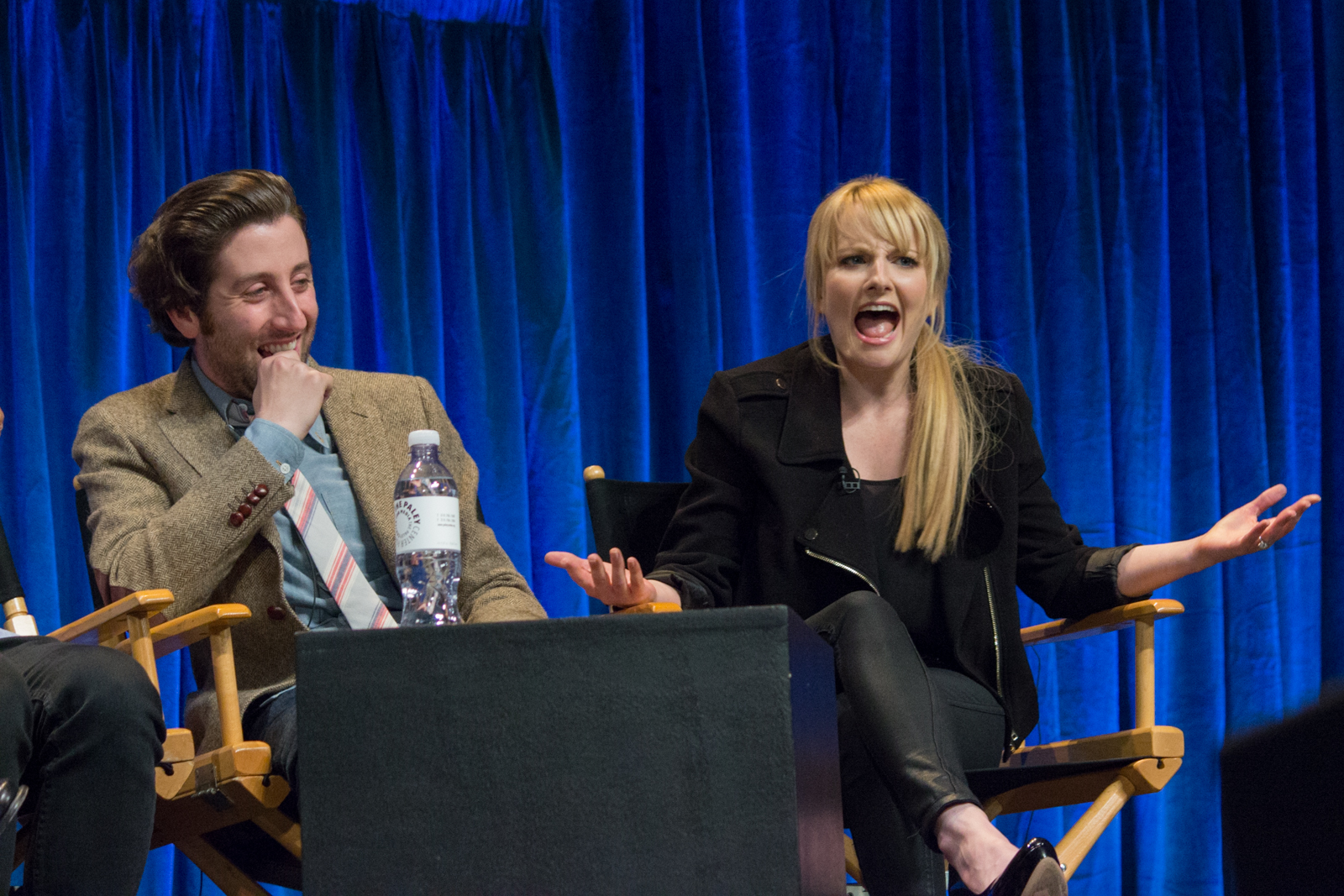
představitelé Howarda a Bernadette, Simon Helberg a Melissa Rauch

Howard je v seriálu asi ten, který se pokouší sbalit nejvíce holek, ale ty ho většinou ihned odmítnou. Velký zájem projevuje o Penny, které je však velmi nesympatický. Na okouzlování dívek mu nestačí pouze angličtina, ale používá zpočátku i ruštinu, francouzštinu a dokonce i čínštinu. Dále se často pokouší o magii nebo karetní triky, obvykle se však při nich ztrapní ještě více. V průběhu 3. série Howard apeluje na dohodu, kterou uzavřel s Leonardem. Ta zní, že když si jeden z nich najde holku, tak toho druhého seznámí s její kamarádkou. To se stane a Penny Howarda seznámí s dívkou Bernadette - mikrobioložkou. Zpočátku si s Howardem nerozumí, ale časem najdou společnou řeč. Svůj vztah udržují po celou dobu 3. a 4. série. Ve 4. sérii Howard Bernadettu požádá o ruku, ona souhlasí. Na konci páté série je celá parta oddá na střeše domu, kde bydlí Leonard, Sheldon a Penny, těsně před Howardovým odletem do vesmíru - tak aby to vyfotil snímač Google Earth. Dvakrát v jednom díle využil k vlastnímu uspokojení speciální rameno NASA určené pro operace v kosmu.

## Rodina
Howard bydlí u své matky, která se v seriálu ani jednou neobjeví. Pouze se mnohokrát ozve její hlas a několikrát bylo vidět, jak proběhla chodbou. Zachází s Howardem, jako by byl ještě dítě, a to mu občas doma zhoršuje vztahy s přítelkyněmi. Na konci 8. série Howardova matka zemřela ve spánku.
Otec opustil Howarda, když mu bylo 11 let. 
Dále mezi jeho příbuzné patří strýc Lewie, teta Barbera, sestřenice Jeanie a mrtvý strýc Murray.